# Galinsoga semicalva
Galinsoga semicalva là một loài thực vật có hoa trong họ Cúc. Loài này được (A.Gray) H.St.John & D.White mô tả khoa học đầu tiên năm 1920.